# Ultramarathon Caballo Blanco
L’Ultramarathon Caballo Blanco est une course à pied d’ultrafond, longue de 80 kilomètres, organisée pour la première fois le 23 mars 2003 par Micah True sous le nom de Copper Canyon Ultramarathon dans le but d’aider financièrement les indiens Tarahumara et de les encourager à préserver leur pratique de la course à pied comme partie intégrante de leur culture.

## Histoire
Après sa mort, l’organisation fut reprise par sa compagne, Maria Walton, ainsi que Josue Stephens, et l’événement renommé en référence au surnom que lui donnaient les habitants des Barrancas del Cobre, où la course se déroule.
L'édition 2006, qui voit participer des athlètes américains tels que Scott Jurek, Jenn Shelton et Christopher McDougall, a été retracée dans le livre Born to Run de Christopher McDougall. Ce dernier, publié en 2009, a permis de médiatiser l'événement.
L'édition 2015 est annulée en raison des risques liées aux gangs de narcotrafficants,. La course n'est relancée qu'en 2017.

## Organisation
Les vainqueurs reçoivent des prix en argent ainsi que des bons à échanger contre de la nourriture. Tous les concurrents terminant la course reçoivent également des bons d’échange tandis que couvertures et ravitaillement sont mis à disposition des spectateurs.
Une course ouverte aux enfants, la Corrida de Los Caballitos se déroule parallèlement, dotée de vêtements et de fournitures scolaires.

## Palmarès
| Édition | Date          | Hommes         | Hommes                    | Hommes          | Femmes         | Femmes                      | Femmes          |
| ------- | ------------- | -------------- | ------------------------- | --------------- | -------------- | --------------------------- | --------------- |
|         |               | Rang           | Athlète                   | Temps           | Rang           | Athlète                     | Temps           |
| 4e      | 5 mars 2006   | 1er            | Arnulfo Quimare Gutíerrez | 6 h 41 min 0 s  | 6e             | Jenn Shelton                | 8 h 29 min 0 s  |
| 5e      | 4 mars 2007   | 1er            | Scott Jurek               | 6 h 31 min 35 s | 4e             | Jenn Shelton                | 7 h 0 min 0 s   |
| 6e      | 2 mars 2008   | 1er            | Joseph Grant              | 6 h 24 min 0 s  | 15e            | Amanda MacIntosh            | 7 h 57 min 18 s |
| 7e      | 1er mars 2009 | 1er            | William Harlan            | 6 h 38 min 25 s | 74e            | Maria Juliana               | 10 h 29 min 0 s |
| 8e      | 7 mars 2010   | 1er            | José Madero Herrera       | 7 h 12 min 32 s | 45e            | Sarahi Armendariz           | 9 h 11 min 0 s  |
| 9e      | 5 mars 2011   | 1er            | Miguel Lara Viniegra      | 7 h 4 min 0 s   | 17e            | Beatriz Adriana Méndez Díaz | 8 h 56 min 0 s  |
| 10e     | 4 mars 2012   | 1er            | Miguel Lara Viniegra      |                 |                |                             |                 |
| 11e     | 3 mars 2013   | 1er            | Ranulfo Sánchez Hernández | 6 h 33 min 36 s | 30e            | Irene Vázquez López         | 8 h 38 min 13 s |
| 12e     | 2 mars 2014   | 1er            | Miguel Lara Viniegra      | 6 h 39 min 15 s | 40e            | Irene Vázquez López         | 8 h 47 min 8 s  |
| 13e     | 1er mars 2015 | Course annulée | Course annulée            | Course annulée  | Course annulée | Course annulée              | Course annulée  |
| 14e     | 5 mars 2017   | 1er            | Ranulfo Sánchez Hernández | 6 h 38 min 6 s  | 21e            | Anahi Rivera Olmedo         | 8 h 17 min 18 s |
| 15e     | 4 mars 2018   | 1er            | Miguel Lara Viniegra      | 6 h 18 min 22 s | 25e            | Carmela Martínez Borges     | 8 h 40 min 0 s  |
| 16e     | 3 mars 2019   | 1er            | Miguel Lara Viniegra      | 7 h 47 min 32 s | 12e            | Maribel García García       | 10 h 32 min 3 s |